# ژاگ دوپون
ژاگ دوپون (فرانسوی: Jacques Dupont‎؛ زادهٔ ۱۹ ژوئن ۱۹۲۸ – درگذشته ۴ نوامبر ۲۰۱۹) دوچرخه‌سوار اهل فرانسه بود.
وی در مسابقات کشوری و بین‌المللی در مجموع برندهٔ ۱ مدال طلا، ۱ مدال برنز شده‌است.